# Limnophora thoracica
Limnophora thoracica är en tvåvingeart som beskrevs av Zielke 1970. Limnophora thoracica ingår i släktet Limnophora och familjen husflugor. Inga underarter finns listade i Catalogue of Life.